# Rombicosidodecaedru
În geometrie rombicosidodecaedrul este un poliedru arhimedic. Are 62 de fețe regulate (20 triunghiulare și 30 pătrate și 12 pentagonale), 120 de laturi (muchii) identice și 60 de vârfuri identice, ca urmare este tranzitiv pe vârfuri și pe laturi. Are simetrie icosaedrică, ca și icosaedrul și dodecaedrul.
Dualul său este hexacontaedrul romboidal.
Are indicele de poliedru uniform U27, indicele Coxeter C30 și indicele Wenninger W14.

## Nume
Johannes Kepler în Harmonices Mundi (1618) a numit acest poliedru rombicosidodecaedru, fiind prescurtarea de la romb icosidodecaedric trunchiat, unde romb icosidodecaedric era numele dat de el triacontaedrului rombic. Există diferite trunchieri ale unui triacontaedru rombic într-un rombicosidodecaedru topologic: în mod evident rectificarea (la stânga între cele trei imagini de mai sus), cea care creează un poliedru uniform (în centru) și rectificarea dualului icosidodecaedrului (la dreapta), care este nucleul compusului dual.
Poate fi numit și un dodecaedru sau icosaedru expandat sau cantelat, din operațiunile de trunchiere pe oricare poliedru uniform.

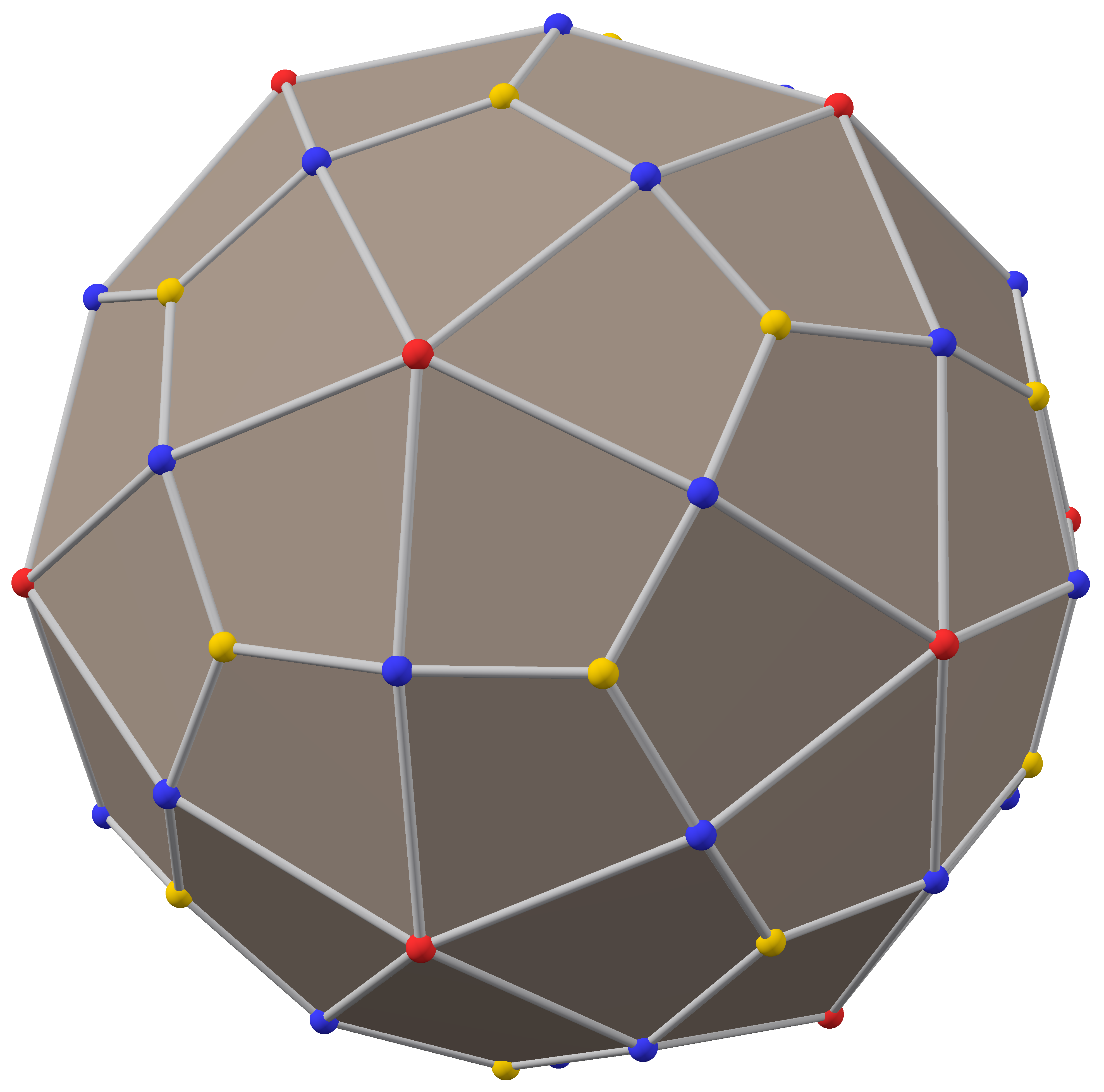
Dual: Hexacontaedru romboidal

## Coordonate carteziene
Coordonatele carteziene ale vârfurilor unui rombicosidodecaedru centrat în origine, cu lungimea laturii de 2, sunt toate permutările pare ale:
{\displaystyle \left(\,\pm 1,\,\pm 1,\,\pm \varphi ^{3}\,\right)}
{\displaystyle \left(\,\pm \varphi ^{2},\,\pm \varphi ,\,\pm \,2\varphi \,\right)}
{\displaystyle \left(\,\pm (2+\varphi ),\,0,\,\pm \varphi ^{2}\,\right)}
unde {\displaystyle \varphi ={\frac {1+{\sqrt {5}}}{2}}} este secțiunea de aur. Prin urmare, raza sferei circumscrise acestui rombicosidodecaedru (sfera care trece prin toate vârfurile sale) este distanța comună a acestor puncte față de origine, și anume {\displaystyle {\sqrt {\varphi ^{6}+2}}={\sqrt {8\varphi +7}}} pentru lungimea laturii egală cu 2. Pentru lungimea laturii 1, această valoare trebuie înjumătățită, adică 
{\displaystyle R={\frac {\sqrt {8\varphi +7}}{2}}={\frac {\sqrt {11+4{\sqrt {5}}}}{2}}\approx 2,233.}

## Arie și volum
Aria A și volumul V ale unui rombicosidodecaedru cu lungimea laturii a sunt:
{\displaystyle {\begin{aligned}A&=\left(30+5{\sqrt {3}}+3{\sqrt {25+10{\sqrt {5}}}}\right)a^{2}&&\approx 59,305\,982\,844\,9~a^{2}\\V&={\frac {60+29{\sqrt {5}}}{3}}a^{3}&&\approx 41,615\,323\,782\,5~a^{3}\end{aligned}}}

## Relații geometrice
Dacă se expandează un icosaedru depărtând fețele lor de origine la o distanță potrivită, fără a modifica orientarea sau dimensiunea fețelor și se face același lucru cu dual său, dodecaedrul, iar apoi se „peticesc” găurile pătrate rezultate, se obține un rombicosidodecaedru. Prin urmare, are același număr de triunghiuri ca un icosaedru și același număr de pentagoane ca un dodecaedru, cu câte un pătrat pentru fiecare latură a fiecăruia.
Alternativ, dacă se expandează cinci cuburi depărtând fețele lor de origine la o distanță potrivită și se rotesc astfel încât să fie la 72° și echidistante, iar apoi se peticesc găurile pentagonale și triunghiulare rezultate, se obține un rombicosidodecaedru. Prin urmare, are același număr de pătrate ca și cinci cuburi.
Rombicosidodecaedrul are același aranjament al vârfurilor cu micul dodecaedru trunchiat stelat și cu compușii uniformi de șase sau douăsprezece prisme pentagramice.
Douăsprezece dintre cele 92 de poliedre Johnson sunt derivate din rombicosidodecaedru, patru dintre ele prin rotirea uneia sau mai multor cupole pentagonale: girat (J72), parabigirat (J73), metabigirat (J74) și trigirat (J75). Alte opt pot fi construite prin îndepărtarea a până la trei cupole, uneori rotind una sau mai multe dintre celelalte cupole (J76–J83) (v. mai jos).

## Proiecții ortogonale
Rombicosidodecaedrul are șase proiecții ortogonale particulare, centrate pe un vârf, pe două tipuri de laturi și pe trei tipuri de fețe: triunghi, pătrat și pentagon. Ultimele două corespund cu planele Coxeter A2 și H2.
| Centrată pe         | Vârf | Latura 3-4 | Latura 5-4 | Fața pătrat | Fața triunghi | Fața pentagon |
| Imagine             |      |            |            |             |               |               |
| Cadru de sârmă      |      |            |            |             |               |               |
| Simetrie proiectivă | [2]  | [2]        | [2]        | [2]         | [6]           | [10]          |
| Imagine dual        |      |            |            |             |               |               |

## Pavare sferică
Rombicosidodecaedrul poate fi reprezentat și ca o pavare sferică și proiectat în plan printr-o proiecție stereografică. Această proiecție este conformă, păstrând unghiurile, dar nu ariile sau lungimile. Liniile drepte pe sferă sunt proiectate în plan ca arce de cerc.
|                      | centrată pe pentagon    | centrată pe triunghi    | centrată pe pătrat      |
| Proiecție ortogonală | Proiecții stereografice | Proiecții stereografice | Proiecții stereografice |

## Poliedre înrudite

Expandarea fie a unui dodecaedru, fie a unui icosaedru creează un rombicosidodecaedru

| Familia de poliedre icosaedrice uniforme | Familia de poliedre icosaedrice uniforme | Familia de poliedre icosaedrice uniforme | Familia de poliedre icosaedrice uniforme | Familia de poliedre icosaedrice uniforme | Familia de poliedre icosaedrice uniforme | Familia de poliedre icosaedrice uniforme | Familia de poliedre icosaedrice uniforme |
| Simetrie: [5,3], (*532)                  | Simetrie: [5,3], (*532)                  | Simetrie: [5,3], (*532)                  | Simetrie: [5,3], (*532)                  | Simetrie: [5,3], (*532)                  | Simetrie: [5,3], (*532)                  | Simetrie: [5,3], (*532)                  | [5,3]+, (532)                            |
| ---------------------------------------- | ---------------------------------------- | ---------------------------------------- | ---------------------------------------- | ---------------------------------------- | ---------------------------------------- | ---------------------------------------- | ---------------------------------------- |
|                                          |                                          |                                          |                                          |                                          |                                          |                                          |                                          |
|                                          |                                          |                                          |                                          |                                          |                                          |                                          |                                          |
| {5,3}                                    | t{5,3}                                   | r{5,3}                                   | t{3,5}                                   | {3,5}                                    | rr{5,3}                                  | tr{5,3}                                  | sr{5,3}                                  |
| Duale ale poliedrelor uniforme           |                                          |                                          |                                          |                                          |                                          |                                          |                                          |
|                                          |                                          |                                          | Fișier:PentakisDodecahedron.svg          |                                          |                                          |                                          |                                          |
| V5.5.5                                   | V3.10.10                                 | V3.5.3.5                                 | V5.6.6                                   | V3.3.3.3.3                               | V3.4.5.4                                 | V4.6.10                                  | V3.3.3.3.5                               |

### Variante de simetrie
Acest poliedru este înrudit din punct de vedere topologic ca parte a secvenței de poliedre cantelate cu figurile vârfului (3.4.n.4) și continuă ca pavări ale planului hiperbolic. Aceste figuri tranzitive pe vârfuri au simetrie de reflexie *n32 în notația orbifold.
| Variante de pavări expandate cu simetrie *n32: 3.4.n.4 | Variante de pavări expandate cu simetrie *n32: 3.4.n.4 | Variante de pavări expandate cu simetrie *n32: 3.4.n.4 | Variante de pavări expandate cu simetrie *n32: 3.4.n.4 | Variante de pavări expandate cu simetrie *n32: 3.4.n.4 | Variante de pavări expandate cu simetrie *n32: 3.4.n.4 | Variante de pavări expandate cu simetrie *n32: 3.4.n.4 | Variante de pavări expandate cu simetrie *n32: 3.4.n.4 | Variante de pavări expandate cu simetrie *n32: 3.4.n.4 |
| Simetrie *n32 [n,3]                                    | Sferice                                                | Sferice                                                | Sferice                                                | Sferice                                                | Euclid.                                                | Hiperb. compacte                                       | Hiperb. compacte                                       | Paracomp.                                              |
| Simetrie *n32 [n,3]                                    | *232 [2,3]                                             | *332 [3,3]                                             | *432 [4,3]                                             | *532 [5,3]                                             | *632 [6,3]                                             | *732 [7,3]                                             | *832 [8,3]...                                          | *∞32 [∞,3]                                             |
| ------------------------------------------------------ | ------------------------------------------------------ | ------------------------------------------------------ | ------------------------------------------------------ | ------------------------------------------------------ | ------------------------------------------------------ | ------------------------------------------------------ | ------------------------------------------------------ | ------------------------------------------------------ |
| Imagine                                                |                                                        |                                                        |                                                        |                                                        |                                                        |                                                        |                                                        |                                                        |
| Vârf                                                   | 3.4.2.4                                                | 3.4.3.4                                                | 3.4.4.4                                                | 3.4.5.4                                                | 3.4.6.4                                                | 3.4.7.4                                                | 3.4.8.4                                                | 3.4.∞.4                                                |

### Poliedre Johnson
Există 12 poliedre Johnson înrudite, 5 prin diminuare și 8 care conțin și rotații (girări):
| J5 | J76 | J80 | J81 | J83 |

| J72 | J73 | J74 | J75 |
| J77 | J78 | J79 | J82 |

### Aranjamentul vârfurilor
Rombicosidodecaedrul are în comun aranjamentul vârfurilor cu trei poliedre uniforme neconvexe: micul dodecaedru trunchiat stelat, micul dodecicosidodecaedru (având în comun fețele triunghiulare și pentagonale) și micul rombidodecaedru (având în comun fețele pătrate).
De asemenea, are în comun aranjamentul vârfurilor cu compușii poliedrici de șase sau douăsprezece prisme pentagramice.
| Rombicosidodecaedru               | Micul dodecicosidodecaedru         | Micul rombidodecaedru                      |
| Micul dodecaedru trunchiat stelat | Compus de șase prisme pentagramice | Compus de douăsprezece prisme pentagramice |